# Seznam národních kulturních památek České republiky
Toto je seznam movitých i nemovitých národních kulturních památek České republiky. Seznam je řazen podle čísla památky v Ústředním seznamu kulturních památek České republiky, který vede Národní památkový ústav.

## Současné národní kulturní památky
| Památkový katalog | Sídlo                            | Památka | Okres                      | Vyhlášeno | Obrázek | Commons |
| ----------------- | -------------------------------- | --- | -------------------------- | --------- | ------- | --- |
| 101               | Praha 1 – Hradčany               | Pražský hrad | Praha                      | 1962      |         | Kategorie „Prague Castle“ na Wikimedia Commons |
| 102               | Praha 1 – Hradčany               | české korunovační klenoty | Praha                      | 1962      |         | Kategorie „Crown jewels of Bohemia“ na Wikimedia Commons |
| 103               | Praha 1 – Staré Město            | kostel Panny Marie před Týnem | Praha                      | 1962      |         | Kategorie „Church of Our Lady in front of Týn“ na Wikimedia Commons |
| 104               | Praha 1 – Staré Město            | palác Kinských | Praha                      | 1962      |         | Kategorie „Palác Kinských, Prague“ na Wikimedia Commons |
| 105               | Praha 1 – Staré Město            | Staroměstská radnice | Praha                      | 1962      |         | Kategorie „Old Town town hall“ na Wikimedia Commons |
| 106               | Praha 1 – Staré Město            | Betlémská kaple | Praha                      | 1962      |         | Kategorie „Betlémská kaple“ na Wikimedia Commons |
| 107               | Praha 1 – Staré Město            | Stavovské divadlo | Praha                      | 1962      |         | Kategorie „Stavovské divadlo“ na Wikimedia Commons |
| 108               | Praha 1 – Staré Město            | Karlův most | Praha                      | 1962      |         | Kategorie „Charles Bridge“ na Wikimedia Commons |
| 109               | Praha 1 – Staré Město            | Karolinum | Praha                      | 1962      |         | Kategorie „Karolinum“ na Wikimedia Commons |
| 110               | Praha 1 – Nové Město             | Novoměstská radnice | Praha                      | 1962      |         | Kategorie „New Town town hall (Prague)“ na Wikimedia Commons |
| 111               | Praha 1 – Nové Město             | Národní divadlo | Praha                      | 1962      |         | Kategorie „Národní divadlo“ na Wikimedia Commons |
| 112               | Praha 1 – Nové Město             | Národní muzeum | Praha                      | 1962      |         | Kategorie „National Museum in Prague (main building)“ na Wikimedia Commons                                                                                                 |
| 113               | Praha 2 – Vyšehrad               | Vyšehrad | Praha                      | 1962      |         | Kategorie „Vyšehrad Fortress“ na Wikimedia Commons |
| 114               | Praha 3 – Žižkov                 | Národní památník na Vítkově s hrobem neznámého vojína | Praha                      | 1962      |         | Kategorie „Národní památník na Vítkově“ na Wikimedia Commons |
| 115               | Praha 6 – Liboc                  | Bojiště bitvy na Bílé Hoře s mohylou a letohrádek Hvězda s oborou | Praha                      | 1962      |         | Kategorie „Obora Hvězda“ na Wikimedia Commons |
| 116               | Karlštejn                        | hrad Karlštejn | okres Beroun               | 1962      |         | Kategorie „Karlštejn (castle)“ na Wikimedia Commons |
| 117               | Lidice                           | areál starých Lidic | okres Kladno               | 1962      |         | Kategorie „Lidice“ na Wikimedia Commons |
| 118               | Zákolany – Kováry                | slovanské hradiště Budeč | okres Kladno               | 1962      |         | Kategorie „Budeč (fortified settlement)“ na Wikimedia Commons |
| 119               | Kutná Hora                       | Vlašský dvůr | okres Kutná Hora           | 1962      |         | Kategorie „Italian court (Kutná Hora)“ na Wikimedia Commons |
| 120               | Černé Budy                       | Sázavský klášter | okres Benešov              | 1962      |         | Kategorie „Sázava Monastery“ na Wikimedia Commons |
| 121               | Sezimovo Ústí                    | zříceniny hradu Kozí hrádek | okres Tábor                | 1962      |         | Kategorie „Kozí hrádek (Sezimovo Ústí)“ na Wikimedia Commons |
| 122               | Tábor                            | Stará radnice | okres Tábor                | 1962      |         | Kategorie „Old town hall in Tábor“ na Wikimedia Commons |
| 123               | Tábor                            | hrad Kotnov s Bechyňskou branou | okres Tábor                | 1962      |         | Kategorie „Kotnov“ na Wikimedia Commons |
| 124               | Přimda                           | zřícenina hradu Přimda | okres Tachov               | 1962      |         | Kategorie „Castle Přimda“ na Wikimedia Commons |
| 125               | Mnetěš                           | hora Říp s rotundou sv. Jiří | okres Litoměřice           | 1962      |         | Kategorie „Říp“ na Wikimedia Commons |
| 126               | Terezín                          | Malá pevnost a Národní hřbitov | okres Litoměřice           | 1962      |         | Kategorie „Terezín fortress“ na Wikimedia Commons · Kategorie „National cemetery in Theresienstadt“ na Wikimedia Commons                                                   |
| 127               | Stadice                          | Královské pole s pomníkem Přemysla Oráče | okres Ústí nad Labem       | 1962      |         | Kategorie „Royal field with the monument to Přemysl, the Ploughman“ na Wikimedia Commons                                                                                   |
| 128               | Litomyšl                         | zámek Litomyšl | okres Svitavy              | 1962      |         | Kategorie „Chateau Litomyšl“ na Wikimedia Commons |
| 129               | Brno                             | hrad a pevnost Špilberk | okres Brno-město           | 1962      |         | Kategorie „Špilberk Castle“ na Wikimedia Commons |
| 130               | Mikulčice                        | Slovanské hradiště Mikulčice | okres Hodonín              | 1962      |         | Kategorie „Mikulčice-Valy“ na Wikimedia Commons |
| 131               | Znojmo                           | znojemská hradní rotunda | okres Znojmo               | 1962      |         | Kategorie „The Rotunda of Saint Katharina“ na Wikimedia Commons |
| 132               | Fulnek                           | Bratrský sbor | okres Nový Jičín           | 1962      |         | Kategorie „Comenius memorial (Fulnek)“ na Wikimedia Commons |
| 133               | Olomouc                          | areál Přemyslovského hradu | okres Olomouc              | 1962      |         | Kategorie „Olomouc Castle“ na Wikimedia Commons |
| 134               | Staré Město, Modrá, Sady         | soubor památek velkomoravské sídelní aglomerace | okres Uherské Hradiště     | 1969      |         | Kategorie „Památník_Velké_Moravy“ na Wikimedia Commons |
| 135               | České Budějovice                 | Koněspřežní železnice České Budějovice - Linec | okres České Budějovice     | 1971      |         | Kategorie „Pferdeeisenbahn Budweis–Linz–Gmunden“ na Wikimedia Commons |
| 136               | Praha 1 – Staré Město            | Anežský klášter | Praha                      | 1978      |         | Kategorie „Convent of St Agnes of Bohemia“ na Wikimedia Commons |
| 137               | Praha 2 – Nové Město             | klášter benediktinů Na Slovanech | Praha                      | 1978      |         | Kategorie „Emauzský klášter“ na Wikimedia Commons |
| 138               | Praha 3 – Žižkov                 | čestná pohřebiště na Olšanech | Praha                      | 1978      |         | Kategorie „Olšanské hřbitovy“ na Wikimedia Commons |
| 139               | Praha 8 – Kobylisy               | Památník protifašistického odboje | Praha                      | 1978      |         | Kategorie „Kobylisy Shooting Range“ na Wikimedia Commons |
| 140               | Roztoky – Žalov                  | přemyslovské hradiště v Levém Hradci | okres Praha-západ          | 1978      |         | Kategorie „Levý Hradec“ na Wikimedia Commons |
| 141               | Borovany – Trocnov               | rodiště Jana Žižky v Trocnově | okres České Budějovice     | 1978      |         | Kategorie „Jan Žižka Memorial, Trocnov“ na Wikimedia Commons |
| 142               | Zvíkovské Podhradí               | hrad Zvíkov | okres Písek                | 1978      |         | Kategorie „Zvíkov“ na Wikimedia Commons |
| 143               | Husinec                          | rodný dům Mistra Jana Husa | okres Prachatice           | 1978      |         | Kategorie „Birth house of Jan Hus“ na Wikimedia Commons |
| 144               | Rabí                             | zřícenina hradu Rabí | okres Klatovy              | 1978      |         | Kategorie „Castle Rabí“ na Wikimedia Commons |
| 145               | Starý Plzenec                    | slovanské hradiště Hůrka | okres Plzeň-město          | 1978      |         | Kategorie „Hůrka (Starý Plzenec)“ na Wikimedia Commons |
| 146               | Bezděz                           | hrad Bezděz | okres Česká Lípa           | 1978      |         | Kategorie „Bezděz Castle“ na Wikimedia Commons |
| 147               | Osek                             | pomník obětem katastrofy na dole Nelson | okres Teplice              | 1978      |         | |
| 148               | Havlíčkova Borová                | rodný dům Karla Havlíčka Borovského | okres Havlíčkův Brod       | 1978      |         | Kategorie „Cultural monuments in Havlíčkova Borová“ na Wikimedia Commons                                                                                                   |
| 149               | Miřetice                         | Pietní území Ležáky | okres Chrudim              | 1978      |         | Kategorie „Ležáky“ na Wikimedia Commons |
| 150               | Ratibořice                       | Babiččino údolí se zámkem | okres Náchod               | 1978      |         | Kategorie „Babiččino údolí“ na Wikimedia Commons |
| 151               | Pardubice                        | pietní území Zámeček | okres Pardubice            | 1978      |         | Kategorie „Památník Zámeček (Pardubice)“ na Wikimedia Commons |
| 152               | Brno                             | Kounicovy vysokoškolské koleje s památníkem Vítězství nad fašismem | okres Brno-město           | 1978      |         | Kategorie „Kounicovy koleje“ na Wikimedia Commons |
| 153               | Drnovice                         | památník odboje v Ploštině | okres Zlín                 | 1978      |         | Kategorie „Ploština“ na Wikimedia Commons |
| 154               | Morávka                          | památník partyzánského hnutí „Noční přechod“ | okres Frýdek-Místek        | 1978      |         | Kategorie „Noční přechod (Morávka)“ na Wikimedia Commons |
| 155               | Hodslavice                       | rodný dům Františka Palackého | okres Nový Jičín           | 1978      |         | Kategorie „Birth house of František Palacký“ na Wikimedia Commons |
| 156               | Javoříčko                        | památník obětí II. světové války | okres Olomouc              | 1978      |         | Kategorie „World War II memorial in Javoříčko“ na Wikimedia Commons |
| 157               | Ostrava                          | památník Rudé armády – mauzoleum | okres Ostrava-město        | 1978      |         | Kategorie „World War II memorial in Komenského sady“ na Wikimedia Commons                                                                                                  |
| 158, MV ČR        | Praha 6 – Hradčany               | Archiv České koruny 1158–1935 | Praha                      | 1988      |         | |
| 159               | Praha 1 – Staré Město            | Dům umělců (Rudolfinum) | Praha                      | 1989      |         | Kategorie „Rudolfinum (Prague)“ na Wikimedia Commons |
| 160               | Praha 1 – Staré Město            | Obecní dům hl. města Prahy a Prašná brána | Praha                      | 1989      |         | Kategorie „Municipal House (Prague)“ na Wikimedia Commons · Kategorie „Prašná brána“ na Wikimedia Commons                                                                  |
| 161               | Praha 1 – Nové Město             | Petschkův palác | Praha                      | 1989      |         | Kategorie „Petschkův palác“ na Wikimedia Commons |
| 162               | Praha 1 – Hradčany               | premonstrátský klášter na Strahově | Praha                      | 1989      |         | Kategorie „Strahov Monastery“ na Wikimedia Commons |
| 163               | Praha 4 – Točná                  | hradiště a keltské oppidum Závist | Praha                      | 1989      |         | Kategorie „Oppidum Závist“ na Wikimedia Commons |
| 164               | Libice nad Cidlinou              | slovanské hradiště Slavníkovců | okres Nymburk              | 1989      |         | Kategorie „Libice nad Cidlinou (hill fort)“ na Wikimedia Commons |
| 165               | Křivoklát                        | hrad Křivoklát | okres Rakovník             | 1989      |         | Kategorie „Křivoklát Castle“ na Wikimedia Commons |
| 166               | Český Krumlov                    | hrad a zámek v Českém Krumlově | okres Český Krumlov        | 1989      |         | Kategorie „Castle in Český Krumlov“ na Wikimedia Commons |
| 167               | Písek                            | kamenný most | okres Písek                | 1989      |         | Kategorie „Písek Stone Bridge“ na Wikimedia Commons |
| 168               | Stádlec                          | řetězový most | okres Tábor                | 1989      |         | Kategorie „Stádlecký most“ na Wikimedia Commons |
| 169               | Brno                             | čestné pohřebiště na Ústředním hřbitově | okres Brno-město           | 1989      |         | Kategorie „Honorary Burial Ground at Brno Central Cemetery“ na Wikimedia Commons                                                                                           |
| 170               | Brno                             | Petrov s katedrálou sv. Petra a Pavla | okres Brno-město           | 1989      |         | Kategorie „Cathedral of Saints Peter and Paul in Brno“ na Wikimedia Commons                                                                                                |
| 171               | Havířov – Životice               | památník obětem nacistického teroru | okres Karviná              | 1989      |         | Kategorie „Životice Tragedy Memorial“ na Wikimedia Commons |
| 172               | Praha 6 – Břevnov                | Břevnovský klášter benediktinů | Praha                      | 1991      |         | Kategorie „Břevnov Monastery“ na Wikimedia Commons |
| 173               | Praha 1 – Malá Strana            | sídlo Parlamentu České republiky, mj. Šternberský palác, Tomáškův palác, Valdštejnský palác, Kolovratský palác, Malý Fürstenberský palác, Thunovský palác | Praha                      | 1992      |         | Kategorie „Poslanecká sněmovna Parlamentu ČR“ na Wikimedia Commons |
| 174               | Praha 1 – Staré Město            | Staroměstské náměstí s pomníkem mistra Jana Husa | Praha                      | 1995      |         | Kategorie „Old Town Square (Prague)“ na Wikimedia Commons |
| 175               | Praha 1 – Staré Město            | Klementinum | Praha                      | 1995      |         | Kategorie „Clementinum Prague“ na Wikimedia Commons |
| 176               | Praha 1 – Nové Město             | pomník svatého Václava | Praha                      | 1995      |         | Kategorie „Statue of St. Wenceslaus by Myslbek“ na Wikimedia Commons |
| 178               | Praha 1 – Malá Strana            | kostel sv. Mikuláše | Praha                      | 1995      |         | Kategorie „Church of Saint Nicholas in Malá Strana“ na Wikimedia Commons                                                                                                   |
| 179               | Praha 1 – Josefov                | Staronová synagoga | Praha                      | 1995      |         | Kategorie „Old New Synagogue“ na Wikimedia Commons |
| 180               | Praha 1 – Josefov                | Starý židovský hřbitov | Praha                      | 1995      |         | Kategorie „Jewish cemetery Prague-Josefov“ na Wikimedia Commons |
| 181               | Praha 5 – Zbraslav               | klášter cisterciáků | Praha                      | 1995      |         | Kategorie „Zbraslav Monastery“ na Wikimedia Commons |
| 182               | Praha 6 – Liboc                  | hradiště Šárka | Praha                      | 1995      |         | Kategorie „National cultural monuments in Liboc“ na Wikimedia Commons |
| 183               | Praha 6 – Střešovice             | Müllerova vila od Adolfa Loose | Praha                      | 1995      |         | Kategorie „Villa Müller“ na Wikimedia Commons |
| 184               | Kolín                            | areál chrámu sv. Bartoloměje | okres Kolín                | 1995      |         | Kategorie „Church of Saint Bartholomew (Kolín)“ na Wikimedia Commons |
| 185               | Kouřim                           | městské opevnění | okres Kolín                | 1995      |         | Kategorie „City walls of Kouřim“ na Wikimedia Commons |
| 186               | Kutná Hora                       | areál chrámu sv. Barbory | okres Kutná Hora           | 1995      |         | Kategorie „Church of Saint Barbara (Kutná Hora)“ na Wikimedia Commons |
| 187               | Brandýs nad Labem-Stará Boleslav | kostel Nanebevzetí Panny Marie | okres Praha-východ         | 1995      |         | Kategorie „Church of the Assumption of the Virgin Mary (Stará Boleslav)“ na Wikimedia Commons                                                                              |
| 188               | Brandýs nad Labem-Stará Boleslav | areál baziliky sv. Václava a kostela sv. Klementa | okres Praha-východ         | 1995      |         | Kategorie „Church of Saint Wenceslaus (Stará Boleslav)“ na Wikimedia Commons · Kategorie „Church of Saint Clement (Stará Boleslav)“ na Wikimedia Commons                   |
| 189               | Příbram                          | areál chrámu Panny Marie (Svatá Hora) | okres Příbram              | 1995      |         | Kategorie „Svatá Hora (Příbram)“ na Wikimedia Commons |
| 190               | Český Krumlov                    | kostel sv. Víta | okres Český Krumlov        | 1995      |         | Kategorie „Church of Saint Vitus (Český Krumlov)“ na Wikimedia Commons |
| 191               | Kájov                            | areál kostela Nanebevzetí Panny Marie | okres Český Krumlov        | 1995      |         | Kategorie „Mary Assumption church in Kájov“ na Wikimedia Commons |
| 192               | Vyšší Brod                       | areál cisterciáckého kláštera | okres Český Krumlov        | 1995      |         | Kategorie „Vyšší Brod Monastery“ na Wikimedia Commons |
| 193               | Zlatá Koruna                     | bývalý cisterciácký klášter s kostelem Panny Marie | okres Český Krumlov        | 1995      |         | Kategorie „Zlatá koruna Monastery“ na Wikimedia Commons |
| 194               | Jindřichův Hradec                | areál zámku | okres Jindřichův Hradec    | 1995      |         | Kategorie „Castle in Jindřichův Hradec“ na Wikimedia Commons |
| 195               | Třeboň                           | areál kláštera augustiniánů s kostelem Panny Marie Královny a sv. Jiljí | okres Jindřichův Hradec    | 1995      |         | Kategorie „Augustinian monastery in Třeboň“ na Wikimedia Commons |
| 196               | Strakonice                       | areál hradu Strakonice | okres Strakonice           | 1995      |         | Kategorie „Strakonice Castle“ na Wikimedia Commons |
| 197               | Horšovský Týn                    | areál zámku | okres Domažlice            | 1995      |         | Kategorie „Castle Horšovský Týn“ na Wikimedia Commons |
| 198               | Bečov nad Teplou                 | areál hradu a zámku | okres Karlovy Vary         | 1995      |         | Kategorie „Bečov nad Teplou Chateau“ na Wikimedia Commons |
| 199               | Plzeň                            | katedrála sv. Bartoloměje | okres Plzeň-město          | 1995      |         | Kategorie „Cathedral of Saint Bartholomew in Plzeň“ na Wikimedia Commons                                                                                                   |
| 200               | Plasy                            | areál kláštera | okres Plzeň-sever          | 1995      |         | Kategorie „Plasy Monastery“ na Wikimedia Commons |
| 201               | Bezemín                          | slovanské hradiště a mohylové pohřebiště | okres Tachov               | 1995      |         | Název kategorie na Wikimedia Commons nebyl zadán |
| 202               | Kladruby                         | areál benediktinského kláštera | okres Tachov               | 1995      |         | Kategorie „Kladruby Monastery“ na Wikimedia Commons |
| 203               | Okrouhlé Hradiště                | hradiště Hradišťský kopec | okres Tachov               | 1995      |         | Název kategorie na Wikimedia Commons nebyl zadán |
| 204               | Kadaň                            | areál františkánského kláštera | okres Chomutov             | 1995      |         | Kategorie „Franciscan monastery in Kadaň“ na Wikimedia Commons |
| 205               | Sychrov                          | areál zámku | okres Liberec              | 1995      |         | Kategorie „Castle Sychrov“ na Wikimedia Commons |
| 206               | Louny                            | kostel sv. Mikuláše | okres Louny                | 1995      |         | Kategorie „Church of Saint Nicholas in Louny“ na Wikimedia Commons |
| 207               | Osek                             | areál kláštera v Oseku | okres Teplice              | 1995      |         | Kategorie „Osek Monastery“ na Wikimedia Commons |
| 208               | Hradec Králové                   | Muzeum východních Čech | okres Hradec Králové       | 1995      |         | Kategorie „Museum of Eastern Bohemia“ na Wikimedia Commons |
| 209               | Smiřice                          | kaple Tří králů | okres Hradec Králové       | 1995      |         | Kategorie „Chapel of the Epiphany (Smiřice)“ na Wikimedia Commons |
| 210               | Broumov                          | benediktinský klášter a kostel sv. Vojtěcha | okres Náchod               | 1995      |         | Kategorie „Broumovský klášter“ na Wikimedia Commons |
| 211               | Dobrošov                         | soubor pevnostního systému Dobrošov | okres Náchod               | 1995      |         | Kategorie „Pevnostní systém Dobrošov“ na Wikimedia Commons |
| 212               | Opočno                           | areál zámku | okres Rychnov nad Kněžnou  | 1995      |         | Kategorie „Castle Opočno“ na Wikimedia Commons |
| 213               | Kuks                             | areál hospitalu | okres Trutnov              | 1995      |         | Kategorie „Hospital Kuks“ na Wikimedia Commons |
| 214               | Brno                             | kostel sv. Jakuba Většího | okres Brno-město           | 1995      |         | Kategorie „Church of Saint James (Brno)“ na Wikimedia Commons |
| 215               | Brno                             | vila Tugendhat | okres Brno-město           | 1995      |         | Kategorie „Villa Tugendhat“ na Wikimedia Commons |
| 216               | Lednice                          | areál zámku | okres Břeclav              | 1995      |         | Kategorie „Lednice Castle“ na Wikimedia Commons |
| 217               | Valtice                          | areál zámku | okres Břeclav              | 1995      |         | Kategorie „Valtice Castle“ na Wikimedia Commons |
| 218               | Telč                             | areál zámku | okres Jihlava              | 1995      |         | Kategorie „Telč Castle“ na Wikimedia Commons |
| 219               | Kroměříž                         | areál zámku s Podzámeckou a Květnou zahradou | okres Kroměříž             | 1995      |         | Kategorie „Kroměříž Archbishop's Palace“ na Wikimedia Commons |
| 220               | Slup                             | vodní mlýn | okres Znojmo               | 1995      |         | Kategorie „Watermill in Slup“ na Wikimedia Commons |
| 221               | Žďár nad Sázavou                 | poutní kostel na Zelené Hoře | okres Žďár nad Sázavou     | 1995      |         | Kategorie „Views of Pilgrimage Church of Saint John of Nepomuk“ na Wikimedia Commons                                                                                       |
| 222               | Nedvědice                        | areál hradu Pernštejn | okres Brno-venkov          | 1995      |         | Kategorie „Pernštejn“ na Wikimedia Commons |
| 223               | Olomouc                          | Klášterní Hradisko | okres Olomouc              | 1995      |         | Kategorie „Hradisko Monastery“ na Wikimedia Commons |
| 224               | Olomouc                          | kostel svatého Mořice | okres Olomouc              | 1995      |         | Kategorie „Church of Saint Maurice (Olomouc)“ na Wikimedia Commons |
| 225               | Olomouc                          | soubor barokních kašen a sloupů (6 kašen, sloup Nejsvětější Trojice, Mariánský sloup) | okres Olomouc              | 1995      |         | Název kategorie na Wikimedia Commons nebyl zadán |
| 226               | Opava                            | kaple sv. Kříže | okres Opava                | 1995      |         | Kategorie „Kaple svatého Kříže (Opava)“ na Wikimedia Commons |
| 227               | Opava                            | konkatedrála Nanebevzetí Panny Marie | okres Opava                | 1995      |         | Kategorie „Concathedral of the Assumption of the Virgin Mary“ na Wikimedia Commons                                                                                         |
| 228               | Ostrava                          | areál kamenouhelného dolu Michal | okres Ostrava-město        | 1995      |         | Kategorie „Důl Michal (Michálkovice)“ na Wikimedia Commons |
| 229               | Velké Losiny                     | areál zámku | okres Šumperk              | 1995      |         | Kategorie „Castle in Velké Losiny“ na Wikimedia Commons |
| 230               | Prostřední Bečva                 | areál Pusteven | okres Vsetín               | 1995      |         | Kategorie „Pustevny“ na Wikimedia Commons |
| 231               | Rožnov pod Radhoštěm             | Valašské muzeum v přírodě | okres Vsetín               | 1995      |         | Kategorie „Valašské muzeum v přírodě“ na Wikimedia Commons |
| 232, MV ČR        | Brno                             | Moravské zemské desky | okres Brno-město           | 1998      |         | Název kategorie na Wikimedia Commons nebyl zadán |
| 233               | Osvětimany                       | hradisko svatého Klimenta | okres Uherské Hradiště     | 1999      |         | Kategorie „Hill of Saint Clement I“ na Wikimedia Commons |
| 234               | Čečovice                         | kostel sv. Mikuláše | okres Plzeň-jih            | 1999      |         | Kategorie „Saint Nicholas church (Čečovice)“ na Wikimedia Commons |
| 235               | Třebechovice pod Orebem          | Třebechovický betlém | okres Hradec Králové       | 1999      |         | Kategorie „Třebechovický betlém“ na Wikimedia Commons |
| 236               | Bouzov                           | hrad Bouzov | okres Olomouc              | 1999      |         | Kategorie „Bouzov Castle“ na Wikimedia Commons |
| ?, MV ČR          | Třeboň                           | archivní sbírka Historica Třeboň | okres Jindřichův Hradec    | 2000      |         | Název kategorie na Wikimedia Commons nebyl zadán |
| 237               | Benešov                          | zámek Konopiště | okres Benešov              | 2001      |         | Kategorie „Konopiště Castle“ na Wikimedia Commons |
| 238               | Hořovice                         | nový zámek | okres Beroun               | 2001      |         | Kategorie „Castle Hořovice“ na Wikimedia Commons |
| 239               | Točník                           | zříceniny hradů Žebrák a Točník | okres Beroun               | 2001      |         | Kategorie „Castle Točník“ na Wikimedia Commons · Kategorie „Castle Žebrák“ na Wikimedia Commons                                                                            |
| 240               | Svatý Mikuláš                    | zámek Kačina | okres Kutná Hora           | 2001      |         | Kategorie „Kačina“ na Wikimedia Commons |
| 241               | Žleby                            | zámek Žleby | okres Kutná Hora           | 2001      |         | Kategorie „Žleby Castle“ na Wikimedia Commons |
| 242               | Kokořín – Kokořínský Důl         | hrad Kokořín | okres Mělník               | 2001      |         | Kategorie „Kokořín (castle)“ na Wikimedia Commons |
| 243               | Veltrusy                         | zámek Veltrusy | okres Mělník               | 2001      |         | Kategorie „Veltrusy Chateau“ na Wikimedia Commons |
| 244               | Mnichovo Hradiště                | zámek Mnichovo Hradiště | okres Mladá Boleslav       | 2001      |         | Kategorie „Mnichovo Hradiště Castle“ na Wikimedia Commons |
| 245               | Březnice                         | zámek Březnice | okres Příbram              | 2001      |         | Kategorie „Chateau Březnice“ na Wikimedia Commons |
| 246               | Hluboká nad Vltavou              | zámek Hluboká nad Vltavou se zámkem Ohrada | okres České Budějovice     | 2001      |         | Kategorie „Zámek Hluboká“ na Wikimedia Commons |
| 247               | Nové Hrady                       | hrad Nové Hrady | okres České Budějovice     | 2001      |         | Kategorie „Nové Hrady Castle“ na Wikimedia Commons |
| 248               | Rožmberk nad Vltavou             | hrad Rožmberk nad Vltavou | okres Český Krumlov        | 2001      |         | Kategorie „Rožmberk Castle“ na Wikimedia Commons |
| 249               | Pluhův Žďár – Červená Lhota      | zámek Červená Lhota | okres Jindřichův Hradec    | 2001      |         | Kategorie „Zámek Červená Lhota“ na Wikimedia Commons |
| 250               | Dačice                           | zámek Dačice | okres Jindřichův Hradec    | 2001      |         | Kategorie „Castle Dačice“ na Wikimedia Commons |
| 251               | Třeboň a Domanín                 | zámek Třeboň se Schwarzenberskou hrobkou | okres Jindřichův Hradec    | 2001      |         | Kategorie „Třeboňský zámek“ na Wikimedia Commons · Kategorie „Schwarzenberská hrobka (Domanín)“ na Wikimedia Commons                                                       |
| 252               | Petrův Dvůr                      | zámek Kratochvíle | okres Prachatice           | 2001      |         | Kategorie „Kratochvíle“ na Wikimedia Commons |
| 253               | Švihov                           | hrad Švihov | okres Klatovy              | 2001      |         | Kategorie „Castle Švihov“ na Wikimedia Commons |
| 254               | Velhartice                       | zřícenina hradu Velhartice | okres Klatovy              | 2001      |         | Kategorie „Castle Velhartice“ na Wikimedia Commons |
| 255               | Šťáhlavy                         | zámek Kozel | okres Plzeň-město          | 2001      |         | Kategorie „Kozel“ na Wikimedia Commons |
| 256               | Manětín                          | zámek Manětín | okres Plzeň-sever          | 2001      |         | Kategorie „Manětín Castle“ na Wikimedia Commons |
| 257               | Lázně Kynžvart                   | zámek Kynžvart | okres Cheb                 | 2001      |         | Kategorie „Kynžvart Chateau“ na Wikimedia Commons |
| 258               | Benešov nad Ploučnicí            | zámek Benešov nad Ploučnicí | okres Děčín                | 2001      |         | Kategorie „Benešov nad Ploučnicí Castle“ na Wikimedia Commons |
| 259               | Libochovice                      | zámek Libochovice | okres Litoměřice           | 2001      |         | Kategorie „Libochovice Castle“ na Wikimedia Commons |
| 260               | Ploskovice                       | zámek Ploskovice | okres Litoměřice           | 2001      |         | Kategorie „Ploskovice castle“ na Wikimedia Commons |
| 261               | Krásný Dvůr                      | zámek Krásný Dvůr | okres Louny                | 2001      |         | Kategorie „Krásný Dvůr Castle“ na Wikimedia Commons |
| 262               | Duchcov                          | zámek Duchcov | okres Teplice              | 2001      |         | Kategorie „Duchcov Castle“ na Wikimedia Commons |
| 263               | Lvová                            | zámek Lemberk | okres Liberec              | 2001      |         | Kategorie „Lemberk“ na Wikimedia Commons |
| 264               | Zákupy                           | zámek Zákupy s hospodářským dvorem | okres Česká Lípa           | 2001/2010 |         | Kategorie „Zákupy Castle“ na Wikimedia Commons |
| 265               | Frýdlant                         | zámek Frýdlant | okres Liberec              | 2001      |         | Kategorie „Frýdlant Castle“ na Wikimedia Commons |
| 266               | Daliměřice                       | zámek Hrubý Rohozec | okres Semily               | 2001      |         | Kategorie „Hrubý Rohozec Castle“ na Wikimedia Commons |
| 267               | Troskovice                       | zřícenina hradu Trosky | okres Semily               | 2001      |         | Kategorie „Trosky“ na Wikimedia Commons |
| 268               | Hrádek                           | zámek Hrádek u Nechanic | okres Hradec Králové       | 2001      |         | Kategorie „Hrádek u Nechanic Castle“ na Wikimedia Commons |
| 269               | Náchod                           | zámek Náchod | okres Náchod               | 2001      |         | Kategorie „Castle Náchod“ na Wikimedia Commons |
| 270               | Stanovice                        | Betlém v Novém lese u Kuksu | okres Trutnov              | 2001      |         | Kategorie „Betlém in Nový les near Kuks“ na Wikimedia Commons |
| 271               | Slatiňany                        | zámek Slatiňany | okres Chrudim              | 2001      |         | Kategorie „Slatiňany Castle“ na Wikimedia Commons |
| 272               | Kladruby nad Labem               | hřebčín Kladruby nad Labem | okres Pardubice            | 2001      |         | Kategorie „Stud farm in Kladruby nad Labem“ na Wikimedia Commons |
| 273               | Ráby                             | zřícenina hradu Kunětická Hora | okres Pardubice            | 2001      |         | Kategorie „Kunětická hora“ na Wikimedia Commons |
| 274               | Lipnice nad Sázavou              | zřícenina hradu Lipnice nad Sázavou | okres Havlíčkův Brod       | 2001      |         | Kategorie „Lipnice nad Sázavou (castle)“ na Wikimedia Commons |
| 275               | Jaroměřice nad Rokytnou          | zámek Jaroměřice nad Rokytnou | okres Třebíč               | 2001      |         | Kategorie „Zámek Jaroměřice nad Rokytnou“ na Wikimedia Commons |
| 276               | Náměšť nad Oslavou               | zámek Náměšť nad Oslavou | okres Třebíč               | 2001      |         | Kategorie „Náměšť nad Oslavou castle“ na Wikimedia Commons |
| 277               | Kunštát                          | zámek Kunštát | okres Blansko              | 2001      |         | Kategorie „Kunštát Castle“ na Wikimedia Commons |
| 278               | Lysice                           | zámek Lysice | okres Blansko              | 2001      |         | Kategorie „Lysice Castle“ na Wikimedia Commons |
| 279               | Rájec-Jestřebí                   | zámek Rájec nad Svitavou | okres Blansko              | 2001      |         | Kategorie „Rájec nad Svitavou Castle“ na Wikimedia Commons |
| 280               | Milotice                         | zámek Milotice | okres Hodonín              | 2001      |         | Kategorie „Milotice Castle“ na Wikimedia Commons |
| 281               | Bučovice                         | zámek Bučovice | okres Vyškov               | 2001      |         | Kategorie „Bučovice Chateau“ na Wikimedia Commons |
| 282               | Bítov                            | hrad Bítov | okres Znojmo               | 2001      |         | Kategorie „Bítov Castle“ na Wikimedia Commons |
| 283               | Uherčice                         | zámek Uherčice | okres Znojmo               | 2001      |         | Kategorie „Uherčice Castle“ na Wikimedia Commons |
| 284               | Vranov nad Dyjí a Lukov          | zámek Vranov nad Dyjí se zříceninou hradu Nový Hrádek | okres Znojmo               | 2001      |         | Kategorie „Vranov nad Dyjí Castle“ na Wikimedia Commons |
| 285               | Javorník                         | zámek Jánský Vrch | okres Jeseník              | 2001      |         | Kategorie „Jánský Vrch Castle“ na Wikimedia Commons |
| 286               | Šternberk                        | hrad Šternberk | okres Olomouc              | 2001      |         | Kategorie „Šternberk Castle“ na Wikimedia Commons |
| 287               | Velké Losiny                     | ruční papírna Velké Losiny | okres Šumperk              | 2001      |         | Kategorie „Paper mill in Velké Losiny“ na Wikimedia Commons |
| 288               | Bruntál                          | zámek Bruntál | okres Bruntál              | 2001      |         | Kategorie „Bruntál Castle“ na Wikimedia Commons |
| 289               | Hradec nad Moravicí              | zámek Hradec nad Moravicí | okres Opava                | 2001      |         | Kategorie „Hradec nad Moravicí Castle“ na Wikimedia Commons |
| 290               | Buchlovice                       | hrad Buchlov | okres Uherské Hradiště     | 2001      |         | Kategorie „Buchlov“ na Wikimedia Commons |
| 291               | Buchlovice                       | zámek Buchlovice | okres Uherské Hradiště     | 2001      |         | Kategorie „Buchlovice Castle“ na Wikimedia Commons |
| 292               | Vizovice                         | zámek Vizovice | okres Zlín                 | 2001      |         | Kategorie „Vizovice Castle“ na Wikimedia Commons |
| 293               | –                                | Rožmberská rybniční soustava tvořená mj. Zlatou stokou, Starou řekou, Novou řekou, rybníkem Rožmberk, Rožmberskou baštou či rybníkem Svět | okres Jindřichův Hradec    | 2002      |         | Název kategorie na Wikimedia Commons nebyl zadán |
| 294               | Třebíč                           | klášter s kostelem sv. Prokopa | okres Třebíč               | 2002      |         | Kategorie „Třebíč Castle“ na Wikimedia Commons · Kategorie „Basilica of Saint Procopius in Třebíč“ na Wikimedia Commons                                                    |
| 295               | Třebíč                           | židovský hřbitov | okres Třebíč               | 2002      |         | Kategorie „Jewish cemetery in Třebíč“ na Wikimedia Commons |
| 296               | Ostrava, Vítkovice               | důl Hlubina a vysoké pece a koksovna Vítkovických železáren | okres Ostrava-město        | 2002      |         | Kategorie „Industry in Vítkovice“ na Wikimedia Commons |
| 297               | Liberec                          | horský hotel a televizní vysílač Ještěd | okres Liberec              | 2006      |         | Kategorie „Ještěd Tower“ na Wikimedia Commons |
| 298               | Brno                             | soubor movitých archeologických nálezů z hradiště Mikulčice z období Velké Moravy | okres Brno-město           | 2006      |         | Kategorie „Mikulčice-Valy“ na Wikimedia Commons |
| 299               | Praha                            | Kodex vyšehradský | Praha                      | 2006      |         | Kategorie „Codex Vyssegradensis“ na Wikimedia Commons |
| 300               | Praha                            | Pasionál abatyše Kunhuty | Praha                      | 2006      |         | Kategorie „Pasionál abatyše Kunhuty“ na Wikimedia Commons |
| 301               | Praha                            | Velislavova bible | Praha                      | 2006      |         | Kategorie „Velislai biblia picta“ na Wikimedia Commons |
| 302               | –                                | soubor gotických soch z období krásného slohu v českých zemích: - Plzeňská madona (katedrála sv. Bartoloměje, Plzeň) - Svatý Petr ze Slivice (kostel sv. Petra, Milín) - Svatá Kateřina z Jihlavy (kostel sv. Jakuba, Jihlava) - Jihlavská pieta (kostel sv. Ignáce, Jihlava) - Třeboňská madona (kostel sv. Jiljí, Třeboň) - Šternberská madona (kostel Zvěstování Panny Marie, Šternberk) | –                          | 2006      |         | Název kategorie na Wikimedia Commons nebyl zadán |
| 303               | Praha 1 – Hradčany               | soubor zvonů a cimbálů chrámu sv. Víta v Praze: zvony Zikmund, Václav, Jan Křtitel a Josef a 3 cimbály | Praha                      | 2006      |         | Název kategorie na Wikimedia Commons nebyl zadán |
| 304               | –                                | soubor barokních oltářních obrazů Karla Škréty a Petra Brandla: - Nanebevzetí Panny Marie (Škréta, kostel Matky Boží před Týnem, Praha) - Madona žehná maltézským rytířům v bitvě u Lepanta (Škréta, kostel Panny Marie pod řetězem, Praha) - Narození Panny Marie (Brandl, kostel Narození Panny Marie, Doksany) - Křest Kristův (Brandl, kostel sv. Jana Křtitele, Manětín) - Smrt blahoslaveného Vintíře (Brandl, bazilika svaté Markéty, Praha-Břevnov) - Klanění tří králů (Brandl, kaple Zjevení Páně, Smiřice) | –                          | 2006      |         | Název kategorie na Wikimedia Commons nebyl zadán |
| 305               | Lázně Kynžvart                   | Kynžvartská daguerrotypie | okres Cheb                 | 2006      |         | Název kategorie na Wikimedia Commons nebyl zadán |
| 306               | Praha                            | Soubor automobilů NW a Tatra v Národním technickém muzeu (NW President, Tatra 11, Tatra 80, Tatra 77a, Tatra 87) | Praha                      | 2006      |         | Kategorie „Protected collection of NW and Tatra automobiles in the National Technical Museum in Prague“ na Wikimedia Commons                                               |
| 307               | Český Krumlov                    | původní vybavení barokního divadla v zámku Český Krumlov | okres Český Krumlov        | 1989      |         | Název kategorie na Wikimedia Commons nebyl zadán |
| 308               | Bečov nad Teplou                 | ostatková skříň svatého Maura na zámku Bečov | okres Karlovy Vary         | 1995      |         | Kategorie „Reliquary of St. Maurus“ na Wikimedia Commons |
| 309               | Orlík nad Vltavou                | zámek Orlík | okres Písek                | 2008      |         | Kategorie „Orlík Chateau“ na Wikimedia Commons |
| 310               | Milevsko                         | premonstrátský klášter v Milevsku | okres Písek                | 2008      |         | Kategorie „Milevsko Monastery“ na Wikimedia Commons |
| 311               | Hoslovice                        | vodní mlýn v Hoslovicích | okres Strakonice           | 2008      |         | Kategorie „Watermill in Hoslovice“ na Wikimedia Commons |
| 312               | Dolní Věstonice                  | archeologické naleziště Dolní Věstonice včetně souboru nejvýznamnějších nálezů | okres Břeclav              | 2008      |         | Název kategorie na Wikimedia Commons nebyl zadán |
| 313               | Slavkov u Brna                   | zámek Slavkov u Brna | okres Vyškov               | 2008      |         | Kategorie „Slavkov Castle“ na Wikimedia Commons |
| 314               | Křtiny                           | poutní kostel Jména Panny Marie | okres Blansko              | 2008      |         | Kategorie „Church of the Name of the Virgin Mary (Křtiny)“ na Wikimedia Commons                                                                                            |
| 315               | Teplá                            | klášter premonstrátů Teplá | okres Cheb                 | 2008      |         | Kategorie „Teplá abbey“ na Wikimedia Commons |
| 316               | Čistá                            | důl Jeroným | okres Sokolov              | 2008      |         | Kategorie „Důl Jeroným“ na Wikimedia Commons |
| 317               | Ostrov                           | Rudá věž smrti ve strojírně Škody Ostrov | okres Karlovy Vary         | 2008      |         | Kategorie „Věž smrti“ na Wikimedia Commons |
| 318               | Nové Město nad Metují            | zámek Nové Město nad Metují | okres Náchod               | 2008      |         | Kategorie „Castle Nové Město nad Metují“ na Wikimedia Commons |
| 319               | Sobotka                          | zámek Humprecht | okres Jičín                | 2008      |         | Kategorie „Humprecht“ na Wikimedia Commons |
| 320               | Libošovice                       | hrad Kost | okres Jičín                | 2008      |         | Kategorie „Kost“ na Wikimedia Commons |
| 321               | Broumov                          | hřbitovní kostel P. Marie | okres Náchod               | 2008      |         | Kategorie „Church of Saint Mary (Broumov)“ na Wikimedia Commons |
| 322               | Grabštejn                        | hrad Grabštejn | okres Liberec              | 2008      |         | Kategorie „Grabštejn Castle“ na Wikimedia Commons |
| 323               | Jablonné v Podještědí            | kostel sv. Vavřince a Zdislavy | okres Liberec              | 2008      |         | Kategorie „Church of saint Lawrence and Zdislava“ na Wikimedia Commons |
| 324               | Slezská Ostrava                  | Liskova vila | okres Ostrava-město        | 2008      |         | Kategorie „Liskova vila“ na Wikimedia Commons |
| 325               | Prostějov                        | Národní dům v Prostějově | okres Prostějov            | 2008      |         | Kategorie „Národní dům (Prostějov)“ na Wikimedia Commons |
| 326               | Třeština                         | vodní elektrárna | okres Šumperk              | 2008      |         | Kategorie „Cultural monuments in Třeština“ na Wikimedia Commons |
| 327               | Polička                          | radnice | okres Svitavy              | 2008      |         | Kategorie „Town hall in Polička“ na Wikimedia Commons |
| 328               | Přeštice                         | kostel Nanebevzetí Panny Marie | okres Plzeň-jih            | 2008      |         | Kategorie „Church of the Assumption of the Virgin Mary in Přeštice“ na Wikimedia Commons                                                                                   |
| 329               | Plzeň-Bolevec                    | selský dvůr | okres Plzeň-město          | 2008      |         | Kategorie „Selský dvůr (Bolevec)“ na Wikimedia Commons |
| 330               | Vinec                            | kostel sv. Mikuláše | okres Mladá Boleslav       | 2008      |         | Kategorie „Saint Nicholas church in Vinec“ na Wikimedia Commons |
| 331               | Jakub                            | kostel svatého Jakuba Staršího | okres Kutná Hora           | 2008      |         | Kategorie „Church of Saint James the Greater (Jakub)“ na Wikimedia Commons                                                                                                 |
| 332               | Český Šternberk                  | hrad Český Šternberk | okres Benešov              | 2008      |         | Kategorie „Český Šternberk (castle)“ na Wikimedia Commons |
| 333               | Krásné Březno                    | kostel sv. Floriána | okres Ústí nad Labem       | 2008      |         | Kategorie „Church of Saint Florian in Krásné Březno“ na Wikimedia Commons                                                                                                  |
| 334               | Jihlava                          | kostel sv. Jakuba Staršího | okres Jihlava              | 2008      |         | Kategorie „Church of Saint James (Jihlava)“ na Wikimedia Commons |
| 335               | Polná                            | kostel Nanebevzetí Panny Marie | okres Jihlava              | 2008      |         | Kategorie „Church of the Assumption of the Virgin Mary (Polná)“ na Wikimedia Commons                                                                                       |
| 336               | Velká Lhota                      | evangelický kostel | okres Vsetín               | 2008      |         | Kategorie „Evangelical church (Velká Lhota)“ na Wikimedia Commons |
| 337               | Velehrad                         | bazilika Nanebevzetí Panny Marie a svatého Cyrila a Metoděje | okres Uherské Hradiště     | 2008      |         | Kategorie „Basilica of Assumption and Saints Cyril and Methodius (Velehrad)“ na Wikimedia Commons                                                                          |
| 338               | Krnín                            | zemědělská usedlost č. p. 3 | okres Český Krumlov        | 2010      |         | Kategorie „Zemědělská usedlost č. p. 3 v Krníně“ na Wikimedia Commons |
| 339               | Písek                            | zemský hřebčinec | okres Písek                | 2010      |         | Kategorie „Zemský hřebčinec (Písek)“ na Wikimedia Commons |
| 340               | Vimperk                          | zámek Vimperk | okres Prachatice           | 2010      |         | Kategorie „Zámek Vimperk“ na Wikimedia Commons |
| 341               | Brno                             | hotel Avion | okres Brno-město           | 2010      |         | Kategorie „Hotel Avion (Brno)“ na Wikimedia Commons |
| 342               | Předklášteří                     | klášter cisterciaček Porta Coeli | okres Brno-venkov          | 2010      |         | Kategorie „Church of the Assumption of the Virgin Mary (Předklášteří)“ na Wikimedia Commons                                                                                |
| 343               | Pavlov                           | archeologické naleziště Dolní Věstonice – Pavlov | okres Břeclav              | 2010      |         | Kategorie „Archaeological site Pavlov I“ na Wikimedia Commons |
| 344               | Kuželov                          | větrný mlýn | okres Hodonín              | 2010      |         | Kategorie „Windmill in Kuželov“ na Wikimedia Commons |
| 345               | Karlovy Vary                     | Císařské lázně | okres Karlovy Vary         | 2010      |         | Kategorie „Lázně I (Karlovy Vary)“ na Wikimedia Commons |
| 346               | Karlovy Vary                     | kostel svaté Máří Magdaleny | okres Karlovy Vary         | 2010      |         | Kategorie „Church of Saint Mary Magdalene (Karlovy Vary)“ na Wikimedia Commons                                                                                             |
| 347               | Mariánské Lázně                  | lázeňská kolonáda | okres Cheb                 | 2010      |         | Kategorie „Lázeňská kolonáda (Mariánské Lázně)“ na Wikimedia Commons |
| 348               | Úpice                            | hospoda Dřevěnka | okres Trutnov              | 2010      |         | Kategorie „Dřevěnka (Úpice)“ na Wikimedia Commons |
| 349               | Bílá Třemešná                    | přehrada Les Království | okres Trutnov              | 2010      |         | Kategorie „Les Království Reservoir“ na Wikimedia Commons |
| 351               | Dolánky u Turnova                | Dlaskův statek | okres Semily               | 2010      |         | Kategorie „Dlaskův statek“ na Wikimedia Commons |
| 352               | Krnov                            | bývalá přádelna s dílnou vzorkovny – dezinatura včetně strojního vybavení v areálu továrny Alois Larisch | okres Bruntál              | 2010      |         | Název kategorie na Wikimedia Commons nebyl zadán |
| 353               | Olomouc                          | vila Primavesi | okres Olomouc              | 2010      |         | Kategorie „Villa Primavesi“ na Wikimedia Commons |
| 354               | Kočí                             | kostel svatého Bartoloměje | okres Chrudim              | 2010      |         | Kategorie „Church of Saint Bartholomew (Kočí)“ na Wikimedia Commons |
| 355               | Pardubice                        | Pardubický zámek s opevněním | okres Pardubice            | 2010      |         | Kategorie „Pardubice Castle“ na Wikimedia Commons |
| 356               | Pardubice                        | krematorium | okres Pardubice            | 2010      |         | Kategorie „Crematorium in Pardubice“ na Wikimedia Commons |
| 357               | Polička                          | kostel svatého Jakuba Většího s rodnou světničkou Bohuslava Martinů | okres Svitavy              | 2010      |         | Kategorie „Church of Saint James the Greater in Polička“ na Wikimedia Commons                                                                                              |
| 358               | Červené Poříčí                   | zámek Červené Poříčí | okres Klatovy              | 2010      |         | Kategorie „Červené Poříčí Castle“ na Wikimedia Commons |
| 359               | Chotěšov                         | klášter premonstrátek | okres Plzeň-jih            | 2010      |         | Kategorie „Chotěšov Monastery“ na Wikimedia Commons |
| 360               | Dobřív                           | vodní hamr | okres Rokycany             | 2010      |         | Kategorie „Vodní hamr Dobřív“ na Wikimedia Commons |
| 361               | Světce                           | jízdárna | okres Tachov               | 2010      |         | Kategorie „Riding hall in Světce“ na Wikimedia Commons |
| 362               | Praha 1 – Staré Město            | dům U Černé Matky Boží | Praha                      | 2010      |         | Kategorie „House of the Black Madonna“ na Wikimedia Commons |
| 363               | Praha 3 – Vinohrady              | kostel Nejsvětějšího Srdce Páně | Praha                      | 2010      |         | Kategorie „Church of the Sacred Heart (Prague-Vinohrady)“ na Wikimedia Commons                                                                                             |
| 364               | Praha 6 – Bubeneč                | čistírna odpadních vod | Praha                      | 2010      |         | Kategorie „Museum Stará čistírna“ na Wikimedia Commons |
| 365               | Průhonice                        | park a zámek | okres Praha-západ          | 2010      |         | Kategorie „Průhonice Castle“ na Wikimedia Commons |
| 366               | Most                             | děkanský kostel Nanebevzetí Panny Marie | okres Most                 | 2010      |         | Kategorie „Church of the Assumption of the Virgin Mary (Most)“ na Wikimedia Commons                                                                                        |
| 367               | Havlíčkův Brod                   | Štáflova chalupa | okres Havlíčkův Brod       | 2010      |         | Kategorie „Štáflova chalupa (Havlíčkův Brod)“ na Wikimedia Commons |
| 368               | Želiv                            | klášter premonstrátů | okres Pelhřimov            | 2010      |         | Kategorie „Želiv Monastery“ na Wikimedia Commons |
| 369               | Střílky                          | hřbitov | okres Kroměříž             | 2010      |         | Kategorie „Baroque cemetery in Střílky“ na Wikimedia Commons |
| 370               | Velké Karlovice                  | fojtství | okres Vsetín               | 2010      |         | Kategorie „Fojtství (Velké Karlovice)“ na Wikimedia Commons |
| 371               | Vyšší Brod                       | Závišův kříž | okres Český Krumlov        | 2010      |         | Kategorie „Záviš Cross“ na Wikimedia Commons |
| 372               | Adamov                           | Světelský oltář | okres Blansko              | 2010      |         | Kategorie „Zwettl Altar“ na Wikimedia Commons |
| 373               | Kopřivnice                       | železniční motorový vůz M 290.002 „Slovenská strela“ | okres Nový Jičín           | 2010      |         | Kategorie „Historical vehicles of CS Class M 290.0 in the Czech Republic“ na Wikimedia Commons                                                                             |
| 374               | Praha                            | zlomek latinského překladu kroniky tak řečeného Dalimila | Praha                      | 2010      |         | Kategorie „Chronik Dalimil“ na Wikimedia Commons |
| 375               | Praha                            | Přemyslovský krucifix z Jihlavy | Praha                      | 2010      |         | Název kategorie na Wikimedia Commons nebyl zadán |
| 376               | Příbram                          | soubor hornických památek v Březových Horách: - vstupní portál Mariánské štoly - portál ševčinské průjezdní štoly - rudný důl Anna - důl Vojtěch - důl Ševčiny - důl Drkolnov s historickým podzemím | okres Příbram              | 2014      |         | |
| 377               | Stoječín                         | vodní pila v Penikově se strojním vybavením | okres Jindřichův Hradec    | 2014      |         | Kategorie „Vodní pila Penikov“ na Wikimedia Commons |
| 378               | Bechyně                          | Bechyňský most | okres Tábor                | 2014      |         | Kategorie „Bechyňský most“ na Wikimedia Commons |
| 379               | Klatovy                          | zámek Týnec u Klatov | okres Klatovy              | 2014      |         | Kategorie „Zámek Týnec u Klatov“ na Wikimedia Commons |
| 380               | –                                | soubor plavebních kanálů na Šumavě: - Plavební kanál Kaplického potoka - Schwarzenberský kanál - Vchynicko-Tetovský kanál | -                          | 2014      |         | Kategorie „Kaplický potok“ na Wikimedia Commons · Kategorie „Schwarzenbergscher Schwemmkanal“ na Wikimedia Commons · Kategorie „Vchynice-Tetov Canal“ na Wikimedia Commons |
| 381               | Jáchymov                         | Jáchymovská mincovna | okres Karlovy Vary         | 2014      |         | Kategorie „Museum in Jáchymov“ na Wikimedia Commons |
| 382               | Hřebečná                         | důl Mauritius | okres Karlovy Vary         | 2014      |         | Kategorie „Mauritius (mine)“ na Wikimedia Commons |
| 383               | –                                | Dlouhá stoka s rybníky Kladským a Novým | okres Cheb a okres Sokolov | 2014      |         | Kategorie „Dlouhá stoka“ na Wikimedia Commons · Kategorie „Kladský rybník“ na Wikimedia Commons                                                                            |
| 384               | Buřany                           | Janatův mlýn | okres Semily               | 2014      |         | Kategorie „Janatův mlýn“ na Wikimedia Commons |
| 385               | Harrachov                        | brusírna Harrachovské sklárny se strojním vybavením | okres Jablonec nad Nisou   | 2014      |         | Kategorie „Glassworks in Harrachov“ na Wikimedia Commons |
| 386               | Telecí                           | usedlost č. p. 16 | okres Svitavy              | 2014      |         | Kategorie „Homestead No 16 in Telecí“ na Wikimedia Commons |
| 387               | Čistá                            | usedlost č. p. 171 | okres Svitavy              | 2014      |         | Kategorie „Homestead No 171 in Čistá“ na Wikimedia Commons |
| 388               | Pardubice                        | Winternitzovy automatické mlýny | okres Pardubice            | 2014      |         | Kategorie „Winternitzovy mlýny“ na Wikimedia Commons |
| 389               | Slavoňov                         | kostel sv. Jana Křtitele se zvonicí a márnicí | okres Náchod               | 2014      |         | Kategorie „Church of Saint John the Baptist in Slavoňov“ na Wikimedia Commons                                                                                              |
| 390               | Liberk                           | kostel sv. Petra a Pavla se zvonicí a farou | okres Rychnov nad Kněžnou  | 2014      |         | Kategorie „Saints Peter and Paul church (Liberk)“ na Wikimedia Commons |
| 391               | Tasice                           | sklárna | okres Havlíčkův Brod       | 2014      |         | Kategorie „Glassworks Jakub in Tasice“ na Wikimedia Commons |
| 392               | Pohleď                           | Michalův statek | okres Havlíčkův Brod       | 2014      |         | Kategorie „Michalův statek“ na Wikimedia Commons |
| 393               | Červená Řečice                   | zámek Červená Řečice | okres Pelhřimov            | 2014      |         | Kategorie „Castle Červená Řečice“ na Wikimedia Commons |
| 394               | Adamov                           | železárna Stará huť | okres Blansko              | 2014      |         | Kategorie „Stará huť (Adamov)“ na Wikimedia Commons |
| 395               | Pavlov                           | viniční dům čp. 145 | okres Břeclav              | 2014      |         | Kategorie „Viniční dům č. p. 145 (Pavlov)“ na Wikimedia Commons |
| 396               | Louka                            | návesní zvonice | okres Hodonín              | 2014      |         | Kategorie „Bell tower (Louka)“ na Wikimedia Commons |
| 397               | Kučerov                          | usedlost č. p. 12 | okres Vyškov               | 2014      |         | Kategorie „House No. 12 (Kučerov)“ na Wikimedia Commons |
| 398               | Jasenná                          | Mikuláštíkovo fojtství | okres Zlín                 | 2014      |         | Kategorie „Fojtství Jasenná“ na Wikimedia Commons |
| 399               | Bařice-Velké Těšany              | větrný mlýn | okres Kroměříž             | 2014      |         | Kategorie „Windmill in Velké Těšany“ na Wikimedia Commons |
| 400               | Karlovice                        | kosárna | okres Bruntál              | 2014      |         | Kategorie „Cultural monuments in Karlovice (Bruntál District)“ na Wikimedia Commons                                                                                        |
| 401               | Praha 1 – Hradčany               | Žlutický kancionál | Praha                      | 2016      |         | |
| 402               | Brno                             | Madona z Veveří | okres Brno-město           | 2016      |         | Kategorie „Kaple Matky Boží Veverské“ na Wikimedia Commons |
| 403               | Praha 7 – Holešovice             | astronomické hodiny Engelberta Seigeho | Praha                      | 2016      |         | |
| 404               | Praha 7 – Holešovice             | soubor dvou renesančních sextantů – sextant Josta Bürgiho, sextant Erasma Habermela | Praha                      | 2016      |         | |
| 405               | Brandýs nad Labem-Stará Boleslav | Staroboleslavské palladium | okres Praha-východ         | 2016      |         | |
| 406               | Tábor                            | oltářní křídla z Roudník | okres Tábor                | 2016      |         | Kategorie „Altar Wings of Roudníky“ na Wikimedia Commons |
| 407               | Vyšší Brod                       | Vyšebrodský cyklus (zapůjčen do Prahy) | okres Český Krumlov        | 2016      |         | Kategorie „Vyšší Brod Altarpiece“ na Wikimedia Commons |
| 408               | Náchod                           | Šlikovská šperkovnice | okres Náchod               | 2016      |         | Kategorie „Šlikovská šperkovnice“ na Wikimedia Commons |
| 409               | Praha                            | Ďáblický hřbitov s čestným pohřebištěm popravených a umučených politických vězňů a příslušníků druhého a třetího odboje | Praha                      | 2017      |         | Kategorie „Ďáblický hřbitov“ na Wikimedia Commons |
| 410               | Praha                            | Invalidovna | Praha                      | 2017      |         | Kategorie „Invalidovna (Prague)“ na Wikimedia Commons |
| 411               | Praha                            | palác Lucerna | Praha                      | 2017      |         | Kategorie „Lucerna Palace“ na Wikimedia Commons |
| 412               | Nymburk                          | krematorium | okres Nymburk              | 2017      |         | Kategorie „Crematorium in Nymburk“ na Wikimedia Commons |
| 413               | Mladá Boleslav                   | Střední strojní průmyslová škola | okres Mladá Boleslav       | 2017      |         | Kategorie „Střední průmyslová škola Mladá Boleslav“ na Wikimedia Commons                                                                                                   |
| 414               | Rakovník                         | sokolovna | okres Rakovník             | 2017      |         | Kategorie „Sokol house in Rakovník“ na Wikimedia Commons |
| 415               | Poděbrady                        | vodní elektrárna | okres Nymburk              | 2017      |         | Kategorie „Vodní elektrárna v Poděbradech“ na Wikimedia Commons |
| 416               | Brandýs nad Labem-Stará Boleslav | zámek s parkem | okres Praha-východ         | 2017      |         | Kategorie „Castle in Brandýs nad Labem“ na Wikimedia Commons |
| 417               | Horní Blatná                     | Blatenský vodní kanál | okres Karlovy Vary         | 2017      |         | Kategorie „Blatenský vodní příkop“ na Wikimedia Commons |
| 418               | Cheb                             | chebská falc | okres Cheb                 | 2017      |         | Kategorie „Cheb Castle“ na Wikimedia Commons |
| 419               | Ústí nad Orlicí                  | Městské divadlo | okres Ústí nad Orlicí      | 2017      |         | Kategorie „Roškotovo divadlo“ na Wikimedia Commons |
| 420               | Jaroměř                          | Městské muzeum (Wenkeův obchodní dům) | okres Náchod               | 2017      |         | Kategorie „Wenkeův obchodní dům“ na Wikimedia Commons |
| 421               | Brno                             | krematorium a kolumbárium na Ústředním hřbitově | okres Brno-město           | 2017      |         | Kategorie „Brno Crematorium“ na Wikimedia Commons |
| 422               | Znojmo                           | Loucký klášter | okres Znojmo               | 2017      |         | Kategorie „Loucký klášter“ na Wikimedia Commons |
| 423               | Opava                            | Společenský dům (Obchodní a živnostenská komora) | okres Opava                | 2017      |         | Kategorie „Městský dům kultury Petra Bezruče (Opava)“ na Wikimedia Commons                                                                                                 |
| 424               | Praha 6 – Řepy                   | Poutní areál s kostelem Panny Marie Vítězné | Praha                      | 2018      |         | Kategorie „Kostel Panny Marie Vítězné (Bílá Hora)“ na Wikimedia Commons |
| 425               | Svatý Jan pod Skalou             | Poutní areál Svatý Jan pod Skalou s kostelem Narození sv. Jana Křtitele se skalním kostelem a jeskyní sv. Ivana | okres Beroun               | 2018      |         | Kategorie „Monastery in Svatý Jan pod Skalou“ na Wikimedia Commons |
| 426               | Horní Police                     | Poutní areál s kostelem Navštívení Panny Marie s farou a zvonicí | okres Česká Lípa           | 2018      |         | Kategorie „Poutní areál Horní Police“ na Wikimedia Commons |
| 427               | Hejnice                          | Poutní areál s kostelem Navštívení Panny Marie | okres Liberec              | 2018      |         | Kategorie „Church of the Visitation (Hejnice)“ na Wikimedia Commons |
| 428               | Bohosudov-Krupka                 | Poutní areál s kostelem Panny Marie Bolestné | okres Teplice              | 2018      |         | Kategorie „Bazilika Panny Marie Bolestné (Krupka)“ na Wikimedia Commons |
| 429               | Chlum Svaté Maří                 | Poutní areál Chlum Svaté Maří s kostelem Nanebevzetí Panny Marie a sv. Maří Magdaleny | okres Sokolov              | 2018      |         | Kategorie „Church of Assumption and Saint Mary Magdalene (Chlum Svaté Maří)“ na Wikimedia Commons                                                                          |
| 430               | Kralovice-Mariánský Týnec        | Poutní areál Mariánská Týnice s kostelem Zvěstování Panny Marie | okres Plzeň-sever          | 2018      |         | Kategorie „Church of the Annunciation of the Virgin Mary (Mariánský Týnec)“ na Wikimedia Commons                                                                           |
| 431               | Tábor-Klokoty                    | Poutní areál v Klokotech s kostelem Nanebevzetí Panny Marie | okres Tábor                | 2018      |         | Kategorie „Church of the Assumption of the Virgin Mary (Klokoty)“ na Wikimedia Commons                                                                                     |
| 432               | Římov                            | Poutní areál s kostelem svatého Ducha a loretánskou kaplí | okres České Budějovice     | 2018      |         | Kategorie „Church of the Holy Spirit in Římov“ na Wikimedia Commons |
| 433               | Mikulov                          | Svatý Kopeček u Mikulova s poutní kaplí sv. Šebestiána | okres Břeclav              | 2018      |         | Kategorie „Stations of the Cross (Mikulov)“ na Wikimedia Commons |
| 434               | Chvalčov                         | Poutní areál Svatý Hostýn s křížovou cestou a kostelem Nanebevzetí Panny Marie | okres Kroměříž             | 2018      |         | Kategorie „Church of the Assumption of the Virgin Mary (Hostýn)“ na Wikimedia Commons                                                                                      |
| 435               | Krnov-Pod Cvilínem               | Poutní areál s kostelem Panny Marie Sedmibolestné a Povýšení svatého Kříže | okres Bruntál              | 2018      |         | Kategorie „Kostel Panny Marie Sedmibolestné a Povýšení svatého Kříže na Cvilíně“ na Wikimedia Commons                                                                      |
| 436               | Tvrdkov-Ruda                     | Křížová cesta a kostel Panny Marie Sněžné | okres Bruntál              | 2018      |         | Kategorie „Křížový vrch (Ruda)“ na Wikimedia Commons · Kategorie „Church of Our Lady of the Snow (Ruda)“ na Wikimedia Commons                                              |
| 437               | Frýdek-Místek                    | Poutní areál s kostelem Navštívení Panny Marie ve Frýdku | okres Frýdek-Místek        | 2018      |         | Kategorie „Basilica of the Visitation of Our Lady (Frýdek)“ na Wikimedia Commons                                                                                           |
| 438               | Olomouc-Svatý Kopeček            | Poutní areál Svatý Kopeček u Olomouce s kostelem Navštívení Panny Marie | okres Olomouc              | 2018      |         | Kategorie „Basilica of the Visitation of the Virgin Mary“ na Wikimedia Commons                                                                                             |
| 439               | Králíky-Dolní Hedeč              | Poutní areál Hora Matky Boží u Králík (Dolní Hedeč) s kostelem Nanebevzetí Panny Marie | okres Ústí nad Orlicí      | 2018      |         | Kategorie „Hora Matky Boží“ na Wikimedia Commons |
| 440               | Luže                             | Poutní areál s kostelem Panny Marie Pomocné a jezuitskou rezidencí na Chlumku | okres Chrudim              | 2018      |         | Kategorie „Saint Mary Church (Luže)“ na Wikimedia Commons |
| 441               | Jaroměřice                       | Poutní areál s kostelem Povýšení svatého Kříže na hoře Kalvárie | okres Svitavy              | 2018      |         | Kategorie „Church of the Exaltation of the Holy Cross (Jaroměřice)“ na Wikimedia Commons                                                                                   |
| 442               | Lhoty u Potštejna                | Poutní areál Lhoty u Potštejna s kostelem Panny Marie Bolestné | okres Rychnov nad Kněžnou  | 2018      |         | Kategorie „Church of Our Lady of Sorrows (Lhoty u Potštejna)“ na Wikimedia Commons                                                                                         |
| 466               | Praha 5 – Smíchov                | Usedlost Bertramka | Praha                      | 2019      |         | Kategorie „Bertramka“ na Wikimedia Commons |
| 467               | Praha 2 – Nové Město             | Kostel sv. Cyrila a Metoděje | Praha                      | 2019      |         | Kategorie „Orthodox cathedral of Saints Cyril and Methodius (Prague)“ na Wikimedia Commons                                                                                 |
| 468               | Praha 2 – Nové Město             | Hlávkova studentská kolej | Praha                      | 2019      |         | Kategorie „Hlávkova kolej“ na Wikimedia Commons |
| 469               | Praha 2 – Vinohrady              | Budova Československého rozhlasu | Praha                      | 2019      |         | Kategorie „Český rozhlas headquarters“ na Wikimedia Commons |
| 470               | Praha 3 – Žižkov                 | Hrob Jana Palacha | Praha                      | 2019      |         | Kategorie „Grave of Jan Palach“ na Wikimedia Commons |
| 471               | Lány                             | Hrobka Tomáše Garrigua Masaryka | okres Kladno               | 2019      |         | Kategorie „Grave of Masaryk family“ na Wikimedia Commons |
| 472               | Pardubice-Pardubičky             | Zámeček v Pardubičkách - Larischova vila | okres Pardubice            | 2019      |         | Kategorie „Larischova vila (Pardubice)“ na Wikimedia Commons |
| 473               | Vítkov                           | Hrob Jana Zajíce | okres Opava                | 2019      |         | Kategorie „Grave of Jan Zajíc“ na Wikimedia Commons |
| 475               | Bezděkov nad Metují              | Kostel svatého Prokopa | okres Náchod               | 2022      |         | Kategorie „Church of Saint Procopius (Bezděkov nad Metují)“ na Wikimedia Commons                                                                                           |
| 476               | Božanov                          | Kostel svaté Máří Magdaleny | okres Náchod               | 2022      |         | Kategorie „Church of Saint Mary Magdalene (Božanov)“ na Wikimedia Commons                                                                                                  |
| 477               | Broumov                          | Kostel svatého Václava | okres Náchod               | 2022      |         | Kategorie „Church of Saint Wenceslaus (Broumov)“ na Wikimedia Commons |
| 478               | Heřmánkovice                     | Kostel Všech svatých | okres Náchod               | 2022      |         | Kategorie „All Saints church (Heřmánkovice)“ na Wikimedia Commons |
| 479               | Police nad Metují-Hlavňov        | Kaple Panny Marie Sněžné na Hvězdě | okres Náchod               | 2022      |         | Kategorie „Hvězda (kaple)“ na Wikimedia Commons |
| 480               | Otovice                          | Kostel svaté Barbory | okres Náchod               | 2022      |         | Kategorie „Church of Saint Barbara (Otovice)“ na Wikimedia Commons |
| 481               | Ruprechtice                      | Kostel svatého Jakuba Většího | okres Náchod               | 2022      |         | Kategorie „Church of Saint James the Greater (Ruprechtice)“ na Wikimedia Commons                                                                                           |
| 482               | Šonov                            | Kostel svaté Markéty | okres Náchod               | 2022      |         | Kategorie „Church of Saint Margaret (Šonov)“ na Wikimedia Commons |
| 483               | Vernéřovice                      | Kostel svatého archanděla Michaela | okres Náchod               | 2022      |         | Kategorie „Church of Saint Michael (Vernéřovice)“ na Wikimedia Commons |
| 484               | Vižňov                           | Kostel svaté Anny | okres Náchod               | 2022      |         | Kategorie „Church of Saint Anne (Vižňov)“ na Wikimedia Commons |
| 485               | Martínkovice                     | Kostel Panny Marie, svatého Jiří a svatého Martina | okres Náchod               | 2022      |         | Kategorie „Church of Saint George and Saint Martin (Martínkovice)“ na Wikimedia Commons                                                                                    |
| 486               | Mnichov-Pivoň                    | Klášter augustiniánů | okres Domažlice            | 2023      |         | Kategorie „Monastery in Pivoň“ na Wikimedia Commons |
| 487               | Horní Jiřetín-Jezeří             | Zámek Jezeří s arboretem | okres Most                 | 2023      |         | Kategorie „Jezeří Castle“ na Wikimedia Commons |
| 488               | Roudnice nad Labem               | Klášter augustiniánů v Roudnici nad Labem | okres Litoměřice           | 2023      |         | Kategorie „Augustinian monastery (Roudnice nad Labem)“ na Wikimedia Commons                                                                                                |
| 489               | Brno-Bystrc                      | Hrad Veveří | okres Brno-město           | 2023      |         | Kategorie „Veveří Castle“ na Wikimedia Commons |
| 490               | Brno-Staré Brno                  | Klášter augustiniánů s chrámem Nanebevzetí Panny Marie na Starém Brně | okres Brno-město           | 2023      |         | Kategorie „Saint Thomas's Abbey (Brno)“ na Wikimedia Commons |
| 491               | Moravský Krumlov                 | Zámek Moravský Krumlov | okres Znojmo               | 2023      |         | Kategorie „Moravský Krumlov Castle“ na Wikimedia Commons |
| 492               | Rosice                           | Zámek Rosice | okres Brno-venkov          | 2023      |         | Kategorie „Rosice (castle)“ na Wikimedia Commons |
| 493               | Plumlov                          | Zámek Plumlov | okres Prostějov            | 2023      |         | Kategorie „Plumlov (castle)“ na Wikimedia Commons |
| 494               | Praha 1 - Malá Strana            | Malostranská radnice | Praha                      | 2024      |         | Kategorie „Malostranská beseda“ na Wikimedia Commons |
| 495               | Poděbrady                        | Pomník krále Jiřího z Poděbrad v Poděbradech | okres Nymburk              | 2024      |         | Kategorie „Pomník Jiřího z Poděbrad“ na Wikimedia Commons |
| 496               | Prachatice                       | Stará radnice královského města Prachatice | okres Prachatice           | 2024      |         | Kategorie „Old town hall (Prachatice)“ na Wikimedia Commons |
| 497               | Plzeň                            | Radnice královského města Plzeň | okres Plzeň-město          | 2024      |         | Kategorie „Town Hall (Plzeň)“ na Wikimedia Commons |
| 498               | Poběžovice                       | Hrad a zámek Poběžovice | okres Domažlice            | 2024      |         | Kategorie „Castle Poběžovice“ na Wikimedia Commons |
| 499               | Kadaň                            | Radnice královského města Kadaň | okres Chomutov             | 2024      |         | Kategorie „Town hall in Kadaň“ na Wikimedia Commons |
| 500               | Litoměřice                       | Radnice královského města Litoměřice | okres Litoměřice           | 2024      |         | Kategorie „Town hall in Litoměřice“ na Wikimedia Commons |
| 501               | Jablonec nad Nisou               | Nová radnice města Jablonec nad Nisou | okres Jablonec nad Nisou   | 2024      |         | Kategorie „New Town Hall in Jablonec nad Nisou“ na Wikimedia Commons |
| 502               | Liberec                          | Radnice města Liberec | okres Liberec              | 2024      |         | Kategorie „Town hall in Liberec“ na Wikimedia Commons |
| 503               | Hostinné                         | Radnice města Hostinné | okres Trutnov              | 2024      |         | Kategorie „Town hall (Hostinné)“ na Wikimedia Commons |
| 504               | Havlíčkův Brod                   | Radnice královského města Havlíčkův Brod | okres Havlíčkův Brod       | 2024      |         | Kategorie „Old town hall in Havlíčkův Brod“ na Wikimedia Commons |
| 505               | Brno                             | Stará radnice královského města Brna | okres Brno-město           | 2024      |         | Kategorie „Stará radnice (Brno)“ na Wikimedia Commons |
| 506               | Kyjov                            | Radnice komorního města Kyjov | okres Hodonín              | 2024      |         | Kategorie „Town hall in Kyjov“ na Wikimedia Commons |
| 507               | Znojmo                           | Radnice královského města Znojma | okres Znojmo               | 2024      |         | Kategorie „Town hall (Znojmo)“ na Wikimedia Commons |
| 508               | Prostějov                        | Nová radnice města Prostějov | okres Prostějov            | 2024      |         | Kategorie „New town hall in Prostějov“ na Wikimedia Commons |
| 509               | Ostrava-Moravská Ostrava         | Nová radnice města Ostravy | okres Ostrava-město        | 2024      |         | Kategorie „Nová radnice (Ostrava)“ na Wikimedia Commons |
| 510               | Plzeň                            | Křižíkova tramvaj z roku 1899 | okres Plzeň-město          | 2024      |         | Kategorie „Tram 18 (Plzeň)“ na Wikimedia Commons |
| 511               | Praha                            | Primátorská tramvaj z roku 1900 | Praha                      | 2024      |         | Kategorie „Tram 200 (Prague)“ na Wikimedia Commons |

## Bývalé národní kulturní památky
Některé objekty o status národní kulturní památky přišly. Týká se to zejména pamětních míst dělnického hnutí, přičemž tyto stavby jsou nadále často chráněny jako kulturní památky.

### 1991
Ochrana zrušena nařízením vlády České republiky č. 112/1991 Sb.: 
- Národní dům v Karlíně, Praha
- vila Tereza, Praha
- Dělnický dům v Kladně, Středočeský kraj
- rodný dům Antonína Zápotockého v Zákolanech, Středočeský kraj
- restaurace Koloseum v Liberci, Liberecký kraj
- rodný dům Bohumíra Šmerala v Třebíči, kraj Vysočina
- rodný dům Klementa Gottwalda v Dědicích, Jihomoravský kraj

### 1992
Historické centrum města Tábor – celé staré město včetně tří domů z vilové čtvrti (ochrana zrušena roku 1992) Vyhlášeno usnesením vlády ČSR č. 251/1962 ze dne 30. 3. 1962, zrušeno nařízením vlády ČR č. 404/1992 Sb. Nařízením vlády ČR č. 404/1992 Sb. byly na NKP povýšeny dosavadní kulturní památky Stará radnice (NKP č. 122) a hrad Kotnov s Bechyňskou bránou (NKP č. 123).

### 1995
Ochrana zrušena nařízením vlády České republiky č. 262/1995 Sb.:
- hostinec U Kaštanu, Praha
- Lidový dům, Praha
- spolkový dělnický dům Peklo v Plzni, Plzeňský kraj
- Duchcovský viadukt – ochrana zrušena, u viaduktu byl původně umístěn památník hladového pochodu,  který byl přenesen k zámeckému parku,[4] Ústecký kraj
- pomník Rumburské vzpoury Nepokořený v Rumburku, Ústecký kraj
- pomník obětem Svárovské stávky ve Velkých Hamrech, Liberecký kraj
- rodný dům Josefa Hybeše v Dašicích, Pardubický kraj
- památník padlých partyzánů v Leškovicích, kraj Vysočina
- památník slovanského Bratrství v Mnichu, kraj Vysočina
- rodný dům Ludvíka Svobody v Hroznatíně, kraj Vysočina
- pomník obětem Frývaldovské stávky v Lipové-lázních, Olomoucký kraj
- pomník Ostravské operace v Hrabyni, Moravskoslezský kraj

### 1999
Nařízením vlády č. 147/1999 Sb. bylo zrušeno množství národních kulturních památek, ale mnohé z nich byly tímtéž nařízením zároveň ve stejném anebo pozměněném vymezení znovu vyhlášeny: to se týkalo vyhlášení, která původně byla provedena pouhým usnesením vlády a nikoliv nařízením vlády.